# Attentat du 8 août 2016 à Quetta
L’attentat de Quetta du 8 août 2016 est un attentat-suicide et une fusillade qui ont eu lieu à l’hôpital civil de Quetta, la capitale du Baloutchistan, au Pakistan. L'attaque vise des avocats qui se recueillaient après le meurtre de Bilal Anwar Kasi, bâtonnier du Baloutchistan, tué le jour même.
L'attaque fait entre 70 et 90 morts, l'une des plus violentes qui aient touché la ville lors de l'insurrection islamiste au Pakistan. Il est à la fois revendiqué par le Jamaat-ul-Ahrar puis par l'État Islamique.

## Contexte
En 2013, le gouvernement pakistanais et les talibans de Tehrik-e-Taliban Pakistan avaient tenté d'ouvrir des négociations. Devant cette tentative de pourparler, les talibans les plus radicaux s'étaient séparés et avaient formés la faction Jamaat-ul-Ahrar, hostiles à toute négociation. Cette faction avaient déjà commis un autre attentat d'ampleur la même année, celui du 27 mars 2016 à Lahore.
Le Baloutchistan est une province frontalière de l'Afghanistan. Il s'agit d'une région relativement riche en pétrole et en gaz. Mais elle est très instable. La zone souffre de plusieurs groupes islamistes - talibans afghans et pakistanais de plusieurs factions, Al-Qaïda, État islamique - ainsi que d'une insurrection indépendantiste et du banditisme. Quetta et les villes aux alentours sont particulièrement concernées par le problème des talibans (une faction des talibans afghans allant même jusqu'à s'appeler « Choura de Quetta »),.
À Quetta, les avocats sont régulièrement pris pour cibles. Au cours de l'été 2016, un autre avocat important avait déjà été assassiné : Barrister Amanullah Achakzai, doyen de l’université de droit du Baloutchistan.
De plus, le bâtonnier Bilal Anwar Kasi et les avocats qui lui rendaient hommage appartenaient à la frange la plus libérale de la province et incarnaient un symbole de résistance face aux injustices et aux atteintes aux droits fondamentaux pour la population locale.

## Déroulement
Quelques heures avant l'attentat, Bilal Anwar Kasi, le bâtonnier du Baloutchistan, est assassiné par des membres de Jamaat-ul-Ahrar.
Une foule de 200 personnes endeuillées, dont beaucoup de journalistes et d'avocats, s'est rassemblée devant l'hôpital civil de Quetta pour lui rendre hommage. Un kamikaze, équipé d'une ceinture fabriquée avec huit kilogrammes d'explosif et des billes et éclats de métal, se fait alors exploser au milieu de la foule.
Immédiatement après l'attentat, des membres du personnel de l'hôpital sortent pour s'occuper des blessés ; les autorités activent un brouillage de téléphones portables.

## Bilan humain

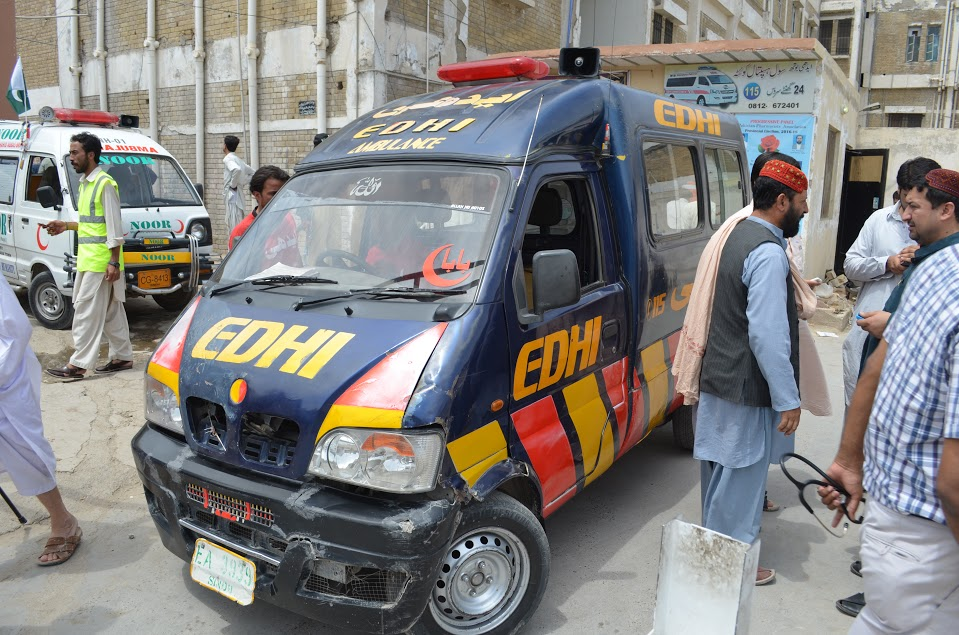
Ambulance de la fondation Edhi lors de l'attaque.

Cet attentat fait entre 70 et 93 morts et plus de 130 blessés,.
Plusieurs acteurs importants de la société civile baloutchistanaise font partie des victimes :
- L'avocat Sunghat Jamaldini, membre de la Commission des droits de l'Homme du Pakistan et militant en faveur de l'égalité hommes/femmes
- L'avocat Adan Kasi, directeur de la faculté principale de droit de Quetta (le plus jeune de l'histoire de cette université), chef de son propre cabinet d'avocat, exerçant à la Cour suprême
- L'avocat Baz Mohammad Kakar, chef de file du « Mouvement des avocats » qui a obtenu la restauration de juges destitués par l'ancien dictateur militaire Pervez Musharraf
- Mahmoon Hadard, ancien agent de sécurité issu d'une famille modeste devenu journaliste autodidacte pour la chaîne de télévision du journal Dawn.
- On peut rajouter à cette liste Bilal Anwar Kasi, le bâtonnier du Baloutchistan, assassiné par des membres de Jamaat-ul-Ahrar quelques heures avant l'attentat.

## Revendication

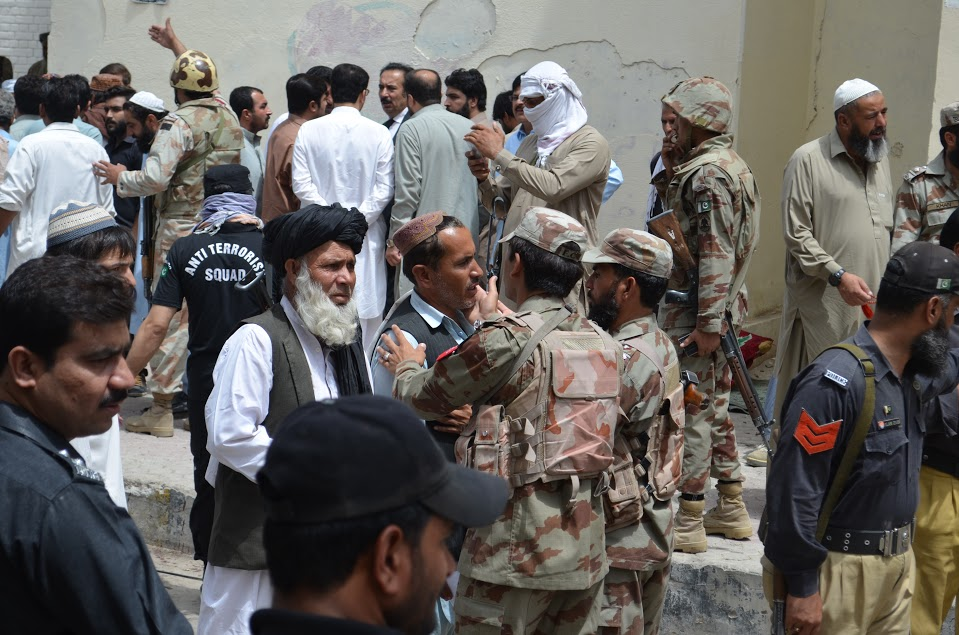
Soldats après l'attaque.

Avant les premières revendications, plusieurs personnalités politiques incriminent les services secrets indiens et afghans pour l'attentat, dont le ministre en chef de la province Sanaullah Zehri et l'ancien président Pervez Musharraf. Le contexte était alors au refroidissement dans les relations tendues entre les deux pays, à cause d'un regain de tension dans le Cachemire. Toutefois, plusieurs autres figures politiques, comme Fazal-ur-Rehman, Aitzaz Ahsan ou Mahmood Khan Achakzai estiment que le gouvernement cherche à évacuer ses propres défaillance en matière de renseignements.  
Le jour-même de l'attentat, le groupe djihadiste Jamaat-ul-Ahrar revendique l'attentat. Ce groupe s'était un temps rapproché de l'État islamique en 2014, avant de retourner vers la coalition talibane pakistanaise en 2015.
Plus tard dans la journée, c'est l'État islamique qui revendique l'attentat par le biais de l'agence Amaq, l'organe de propagande de l'organisation djihadiste.